# Chris Waddle
Christopher ("Chris") Roland Waddle (Heworth bij Gateshead, 14 december 1960) is een voormalig Engels profvoetballer die furore maakte in de jaren 80 en 90.

## Clubcarrière
Waddle begon zijn voetbalcarrière als middenvelder bij amateurclub Tow Law Town, na afgewezen te zijn bij profclubs Sunderland AFC, Coventry City FC en Newcastle United. Daarnaast werkte Waddle in een worstfabriek. In 1980 werd hij alsnog door Newcastle gecontracteerd voor 1.000 Pond. Bij Newcastle ontwikkelde hij zich goed. In 169 wedstrijden scoorde hij 46 goals en hij werd tevens opgeroepen voor het Engels voetbalelftal onder 21. Waddle maakte deel uit van het Newcastle-team dat in 1984 promoveerde naar de First Division.
In juli 1985 verkaste hij voor 700.000 Pond naar Tottenham Hotspur. Hier speelde hij 173 wedstrijden, waarin hij 42 keer het net vond. In deze periode werd hij een vaste waarde in het Engels voetbalelftal. Hiermee speelde hij op het WK van 1986 in Mexico, toen Engeland in de kwartfinale werd uitgeschakeld. Hij maakte zijn debuut voor de nationale ploeg op 26 maart 1985 in een vriendschappelijke wedstrijd in Londen tegen Ierland (2-1), net als doelman Gary Bailey en aanvaller Peter Davenport.
In het hieropvolgende seizoen stond Waddle met de Spurs in de finale van de FA Cup, die ze verloren van Coventry City. Ook werden ze derde in de competitie en bereikten ze de halve finale van de League Cup. Met collega Glenn Hoddle bracht Waddle de single Diamond Lights uit. Drie nederlagen in de groepsfase van het EK van 1988 in West-Duitsland leidden tot uitschakeling in de voorronde.
Waddle ging in 1989 voor 4,5 miljoen Pond, destijds de op drie na hoogste transfersom ooit, naar de Franse club Olympique Marseille. Hiermee werd hij van 1990 tot 1992 driemaal kampioen van Frankrijk. In de penaltyserie in de halve finale tegen Duitsland op het WK van 1990 schoot hij de laatste strafschop over, waarmee hij mede verantwoordelijk was voor de uitschakeling van Engeland.
In juli 1992 keerde hij terug naar Engeland, waar hij zich voor 1,25 miljoen Pond aansloot bij Sheffield Wednesday. Met deze club bereikte hij de beide Engelse bekerfinales, maar verloor van Arsenal FC. Ondanks enkele blessures werd Waddle aan het eind van dit seizoen verkozen tot Engels voetballer van het jaar.
Na meer dan 100 wedstrijden voor Sheffield speelde hij kort voor de Schotse club Falkirk FC, waarna hij naar Bradford City AFC ging. Vervolgens ging hij naar Sunderland AFC, om in 1997 als speler-trainer aan de slag te gaan bij Burnley FC. Deze vereniging verliet hij in 1998 nadat Burnley pas op de laatste competitiedag degradatie had weten te voorkomen.
Zijn volgende stop was Torquay United bij aanvang van het seizoen 1998/99, maar in november vertrok hij alweer omdat hij de afstand naar zijn huis in Yorkshire te groot vond. Waddle sloot zich aan bij de technische staf van Sheffield Wednesday en keerde als speler terug in het amateurvoetbal bij Worksop Town en Glapwell.

## Mediacarrière
Anno 2011 is hij actief als commentator op BBC Radio 5 Live voor de verslaglegging van wedstrijden uit de Premier League.
| Interlands van Chris Waddle voor Engeland | Interlands van Chris Waddle voor Engeland | Interlands van Chris Waddle voor Engeland | Interlands van Chris Waddle voor Engeland | Interlands van Chris Waddle voor Engeland | Interlands van Chris Waddle voor Engeland |
| №                                         | Datum                                     | Wedstrijd                                 | Uitslag                                   | Competitie                                | Goals                                     |
| ----------------------------------------- | ----------------------------------------- | ----------------------------------------- | ----------------------------------------- | ----------------------------------------- | ----------------------------------------- |
| 1                                         | 26.03.1985                                | Engeland – Ierland                        | 2 – 1                                     | Vriendschappelijk                         |                                           |
| 2                                         | 01.05.1985                                | Roemenië – Engeland                       | 0 – 0                                     | WK-kwalificatie                           |                                           |
| 3                                         | 22.05.1985                                | Finland – Engeland                        | 1 – 1                                     | WK-kwalificatie                           |                                           |
| 4                                         | 25.05.1985                                | Schotland – Engeland                      | 1 – 0                                     | Vriendschappelijk                         |                                           |
| 5                                         | 06.06.1985                                | Italië – Engeland                         | 2 – 1                                     | Vriendschappelijk                         |                                           |
| 6                                         | 09.06.1985                                | Mexico – Engeland                         | 1 – 0                                     | Vriendschappelijk                         |                                           |
| 7                                         | 12.06.1985                                | Engeland – West-Duitsland                 | 3 – 0                                     | Vriendschappelijk                         |                                           |
| 8                                         | 16.06.1985                                | Verenigde Staten – Engeland               | 0 – 5                                     | Vriendschappelijk                         |                                           |
| 9                                         | 11.09.1985                                | Engeland – Roemenië                       | 1 – 1                                     | WK-kwalificatie                           |                                           |
| 10                                        | 16.10.1985                                | Engeland – Turkije                        | 5 – 0                                     | WK-kwalificatie                           | Goal                                      |
| 11                                        | 13.11.1985                                | Engeland – Noord-Ierland                  | 0 – 0                                     | WK-kwalificatie                           |                                           |
| 12                                        | 26.02.1986                                | Israël – Engeland                         | 1 – 2                                     | Vriendschappelijk                         |                                           |
| 13                                        | 26.03.1986                                | Sovjet-Unie – Engeland                    | 0 – 1                                     | Vriendschappelijk                         | Goal                                      |
| 14                                        | 23.04.1986                                | Engeland – Schotland                      | 2 – 1                                     | Vriendschappelijk                         |                                           |
| 15                                        | 17.05.1986                                | Engeland – Mexico                         | 3 – 0                                     | Vriendschappelijk                         |                                           |
| 16                                        | 24.05.1986                                | Canada – Engeland                         | 0 – 1                                     | Vriendschappelijk                         |                                           |
| 17                                        | 03.06.1986                                | Portugal – Engeland                       | 1 – 0                                     | WK-eindronde                              |                                           |
| 18                                        | 06.06.1986                                | Engeland – Marokko                        | 0 – 0                                     | WK-eindronde                              |                                           |
| 19                                        | 11.06.1986                                | Engeland – Polen                          | 3 – 0                                     | WK-eindronde                              |                                           |
| 20                                        | 22.06.1986                                | Argentinië – Engeland                     | 2 – 1                                     | WK-eindronde                              |                                           |
| 21                                        | 10.09.1986                                | Zweden – Engeland                         | 1 – 0                                     | Vriendschappelijk                         |                                           |
| 22                                        | 15.10.1986                                | Engeland – Noord-Ierland                  | 3 – 0                                     | EK-kwalificatie                           | Goal                                      |
| 23                                        | 12.11.1986                                | Engeland – Joegoslavië                    | 2 – 0                                     | EK-kwalificatie                           |                                           |
| 24                                        | 18.02.1987                                | Spanje – Engeland                         | 2 – 4                                     | Vriendschappelijk                         |                                           |
| 25                                        | 01.04.1987                                | Noord-Ierland – Engeland                  | 0 – 2                                     | EK-kwalificatie                           | Goal                                      |
| 26                                        | 29.04.1987                                | Turkije – Engeland                        | 0 – 0                                     | EK-kwalificatie                           |                                           |
| 27                                        | 19.05.1987                                | Engeland – Brazilië                       | 1 – 1                                     | Vriendschappelijk                         |                                           |
| 28                                        | 23.05.1987                                | Schotland – Engeland                      | 0 – 0                                     | Vriendschappelijk                         |                                           |
| 29                                        | 09.09.1987                                | West-Duitsland – Engeland                 | 3 – 1                                     | Vriendschappelijk                         |                                           |
| 30                                        | 17.02.1988                                | Israël – Engeland                         | 0 – 0                                     | Vriendschappelijk                         |                                           |
| 31                                        | 27.04.1988                                | Hongarije – Engeland                      | 0 – 0                                     | Vriendschappelijk                         |                                           |
| 32                                        | 21.05.1988                                | Engeland – Schotland                      | 1 – 0                                     | Vriendschappelijk                         |                                           |
| 33                                        | 24.05.1988                                | Engeland – Colombia                       | 1 – 1                                     | Vriendschappelijk                         |                                           |
| 34                                        | 28.05.1988                                | Zwitserland – Engeland                    | 0 – 1                                     | Vriendschappelijk                         |                                           |
| 35                                        | 12.06.1988                                | Engeland – Ierland                        | 0 – 1                                     | EK-eindronde                              |                                           |
| 36                                        | 15.06.1988                                | Engeland – Nederland                      | 1 – 3                                     | EK-eindronde                              |                                           |
| 37                                        | 19.10.1988                                | Engeland – Zweden                         | 0 – 0                                     | WK-kwalificatie                           |                                           |
| 38                                        | 16.11.1988                                | Saoedi-Arabië – Engeland                  | 1 – 1                                     | Vriendschappelijk                         |                                           |
| 39                                        | 08.03.1989                                | Albanië – Engeland                        | 0 – 2                                     | WK-kwalificatie                           |                                           |
| 40                                        | 26.04.1989                                | Engeland – Albanië                        | 5 – 0                                     | WK-kwalificatie                           | Goal                                      |
| 41                                        | 23.05.1989                                | Engeland – Chili                          | 0 – 0                                     | Vriendschappelijk                         |                                           |
| 42                                        | 27.05.1989                                | Schotland – Engeland                      | 0 – 2                                     | Vriendschappelijk                         | Goal                                      |
| 43                                        | 03.06.1989                                | Engeland – Polen                          | 3 – 0                                     | WK-kwalificatie                           |                                           |
| 44                                        | 07.06.1989                                | Denemarken – Engeland                     | 1 – 1                                     | Vriendschappelijk                         |                                           |
| 45                                        | 06.09.1989                                | Zweden – Engeland                         | 0 – 0                                     | WK-kwalificatie                           |                                           |
| 46                                        | 11.10.1989                                | Polen – Engeland                          | 0 – 0                                     | WK-kwalificatie                           |                                           |
| 47                                        | 15.11.1989                                | Engeland – Italië                         | 0 – 0                                     | Vriendschappelijk                         |                                           |
| 48                                        | 13.12.1989                                | Engeland – Joegoslavië                    | 2 – 1                                     | Vriendschappelijk                         |                                           |
| 49                                        | 28.03.1990                                | Engeland – Brazilië                       | 1 – 0                                     | Vriendschappelijk                         |                                           |
| 50                                        | 15.05.1990                                | Engeland – Denemarken                     | 1 – 0                                     | Vriendschappelijk                         |                                           |
| 51                                        | 22.05.1990                                | Engeland – Uruguay                        | 1 – 2                                     | Vriendschappelijk                         |                                           |
| 52                                        | 02.06.1990                                | Tunesië – Engeland                        | 1 – 1                                     | Vriendschappelijk                         |                                           |
| 53                                        | 11.06.1990                                | Engeland – Ierland                        | 1 – 1                                     | WK-eindronde                              |                                           |
| 54                                        | 16.06.1990                                | Engeland – Nederland                      | 0 – 0                                     | WK-eindronde                              |                                           |
| 55                                        | 21.06.1990                                | Engeland – Egypte                         | 1 – 0                                     | WK-eindronde                              |                                           |
| 56                                        | 27.06.1990                                | Engeland – België                         | 1 – 0                                     | WK-eindronde                              |                                           |
| 57                                        | 01.07.1990                                | Engeland – Kameroen                       | 3 – 2                                     | WK-eindronde                              |                                           |
| 58                                        | 04.07.1990                                | Duitsland – Engeland                      | 1 – 1                                     | WK-eindronde                              |                                           |
| 59                                        | 07.07.1990                                | Italië – Engeland                         | 2 – 1                                     | WK-eindronde                              |                                           |
| 60                                        | 12.09.1990                                | Engeland – Hongarije                      | 1 – 0                                     | Vriendschappelijk                         |                                           |
| 61                                        | 17.10.1990                                | Engeland – Polen                          | 2 – 0                                     | EK-kwalificatie                           |                                           |
| 62                                        | 16.10.1991                                | Engeland – Turkije                        | 1 – 0                                     | EK-kwalificatie                           |                                           |